# 2021년 UEFA 슈퍼컵
2021년 UEFA 슈퍼컵(2021 UEFA Super Cup)은 2021년 8월 11일에 열린 46번째 UEFA 슈퍼컵 대회이다. 북아일랜드 벨파스트에 위치한 윈저 파크에서 단판 승부 형식으로 진행되었고 2020-21년 UEFA 챔피언스리그 우승 팀인 첼시와 2020-21년 UEFA 유로파리그 우승 팀인 비야레알이 맞붙었다.

## 개최지 선정
유럽 축구 연맹(UEFA)은 2021년에 열릴 예정인 UEFA가 주관하는 클럽 대회인 UEFA 챔피언스리그, UEFA 유로파리그, UEFA 슈퍼컵, UEFA 여자 챔피언스리그 결승전 개최지 선정 과정이 2018년 9월 28일부터 시작된다고 밝혔다. 입후보 의사 전달 과정은 2018년 10월 26일을 기해 마감되며 유치 관련 서류는 2019년 2월 15일까지 제출해야 한다.
UEFA는 2018년 11월 1일에 4개국 축구 협회가 2021년 UEFA 슈퍼컵 유치 과정에 참여했다고 밝혔다. 2019년 2월 22일에는 UEFA가 2021년 UEFA 슈퍼컵 개최 후보 도시 목록을 다음과 같이 공개했다.
- 벨라루스 민스크: 디나모 스타디움 (수용 인원: 22,000명)
- 핀란드 헬싱키: 헬싱키 올림픽 스타디움 (수용 인원: 36,000명)
- 북아일랜드 벨파스트: 윈저 파크 (수용 인원: 18,434명)
- 우크라이나 하르키우: 메탈리스트 경기장 (수용 인원: 40,003명)

UEFA는 2019년 9월 24일에 슬로베니아 류블랴나에서 열린 집행위원회 회의에서 2021년 UEFA 슈퍼컵 개최지를 북아일랜드 벨파스트에 위치한 윈저 파크로 선정했다. 윈저 파크는 린필드 FC와 북아일랜드 축구 국가대표팀의 홈 구장이기도 하다.

## 팀
볼드체로 처리된 연도는 우승한 연도.
| 팀       | 자격                             | 이전 참가              |
| -------- | -------------------------------- | ---------------------- |
| 첼시     | 2020-21년 UEFA 챔피언스리그 우승 | 1998, 2012, 2013, 2019 |
| 비야레알 | 2020-21년 UEFA 유로파리그 우승   | 첫 출전                |

## 경기
| 첼시       | 1 - 1 (연장) | 비야레알   |
| ---------- | ------------ | ---------- |
| 지예흐 27′ | 경기 결과    | 제라르 73′ |
| 승부차기   |              |            |
|            | 6 - 5        |            |

| 첼시 | 비야레알 |

| GK          | 16          | 에두아르 멘디         |       | 119′ |
| CB          | 15          | 퀴르트 주마           |       | 66′  |
| CB          | 14          | 트레보 찰로바         |       |      |
| CB          | 2           | 안토니오 뤼디거       | 44′   |      |
| RM          | 20          | 캘럼 허드슨오도이     |       | 82′  |
| CM          | 7           | 은골로 캉테 (주장)    |       | 65′  |
| CM          | 17          | 마테오 코바치치       |       |      |
| LM          | 3           | 마르코스 알론소       |       |      |
| AM          | 22          | 하킴 지예흐           |       | 43′  |
| AM          | 29          | 카이 하베르츠         |       |      |
| CF          | 11          | 티모 베르너           |       | 65′  |
| 교체:       |             |                       |       |      |
| GK          | 1           | 케파 아리사발라가     | PSO′  | 119′ |
| DF          | 4           | 안드레아스 크리스텐센 |       | 66′  |
| DF          | 6           | 치아구 시우바         |       |      |
| DF          | 21          | 벤 칠웰               |       |      |
| DF          | 24          | 리스 제임스           |       |      |
| DF          | 28          | 세사르 아스필리쿠에타 |       | 82′  |
| DF          | 33          | 이메르송              |       |      |
| MF          | 5           | 조르지뉴              |       | 65′  |
| MF          | 10          | 크리스천 풀리식       |       | 43′  |
| MF          | 19          | 메이슨 마운트         |       | 65′  |
| FW          | 9           | 태미 에이브러햄       |       |      |
| FW          | 12          | 루빈 로프터스치크     |       |      |
| 감독:       |             |                       |       |      |
| 토마스 투헬 | 토마스 투헬 | 토마스 투헬           | 45+1′ |      |

| GK            | 1  | 세르히오 아셍호     |      |     |
| RB            | 8  | 후안 포이트         |      |     |
| CB            | 3  | 라울 알비올 (주장)  |      |     |
| CB            | 4  | 파우 토레스         |      |     |
| LB            | 24 | 알폰소 페드라사     |      | 58′ |
| CM            | 14 | 마누 트리게로스     |      | 70′ |
| CM            | 25 | 에티엔 카푸에       |      | 70′ |
| CM            | 18 | 알베르토 모레노     |      | 85′ |
| RF            | 21 | 예레미 피노         | 61′  | 91′ |
| CF            | 7  | 제라르 모레노       |      |     |
| LF            | 16 | 불라예 디아         |      | 85′ |
| 교체:         |    |                     |      |     |
| GK            | 13 | 헤로니모 룰리       |      |     |
| DF            | 2  | 마리오 가스파르     |      | 70′ |
| DF            | 12 | 페르비스 에스투피냔 |      | 58′ |
| DF            | 15 | 호르헤 쿠엔카       |      |     |
| DF            | 20 | 루벤 페냐           |      |     |
| DF            | 22 | 아이사 만디         |      | 91′ |
| MF            | 6  | 마누 모를라네스     |      | 85′ |
| MF            | 10 | 비센테 이보라       |      |     |
| MF            | 17 | 다니 라바           | 119′ | 85′ |
| MF            | 23 | 모이 고메스         |      |     |
| FW            | 9  | 파코 알카세르       |      | 70′ |
| FW            | 34 | 페르 니뇨           |      |     |
| 감독:         |    |                     |      |     |
| 우나이 에메리 |    |                     |      |     |

- 최우수 선수: 제라르 모레노 (비야레알)

| 부심: 이고르 데메시코 (러시아) 막심 가브릴린 (러시아) 대기심: 알렉세이 쿨바코프 (벨라루스) 비디오 보조심판(VAR): 필리포 멜리 (이탈리아) 보조 비디오 보조심판(VAR): 마르코 프리츠 (독일) 파베우 길 (폴란드) 마시밀리아노 이라티 (이탈리아) | 경기 규칙 - 전후반 90분 동안 경기를 진행한다. - 전후반 90분 상황에서 동점이면 연장전 30분을 진행한다. - 연장전에서도 동점이면 승부차기를 진행한다. - 교체 선수 명단은 12명까지 올릴 수 있으며 한 팀당 최대 5명까지 교체할 수 있다. 연장전에 들어간 경우에는 최대 6명까지 교체할 수 있다. 각 팀에게는 3번의 선수 교체 기회가 주어지며 연장전에 한해 4번째 선수 교체 기회가 주어진다. 단 하프타임, 연장전 시작 이전, 연장전 하프타임에 일어난 선수 교체는 제외된다. |

## 같이 보기
- 2021 UEFA 챔피언스리그 결승전
- 2021 UEFA 유로파리그 결승전